# Gymnophiura concava
Gymnophiura concava är en ormstjärneart som beskrevs av Tommasi 1976. Gymnophiura concava ingår i släktet Gymnophiura och familjen fransormstjärnor. Inga underarter finns listade i Catalogue of Life.